# St. Blasius (Deggenhausen)

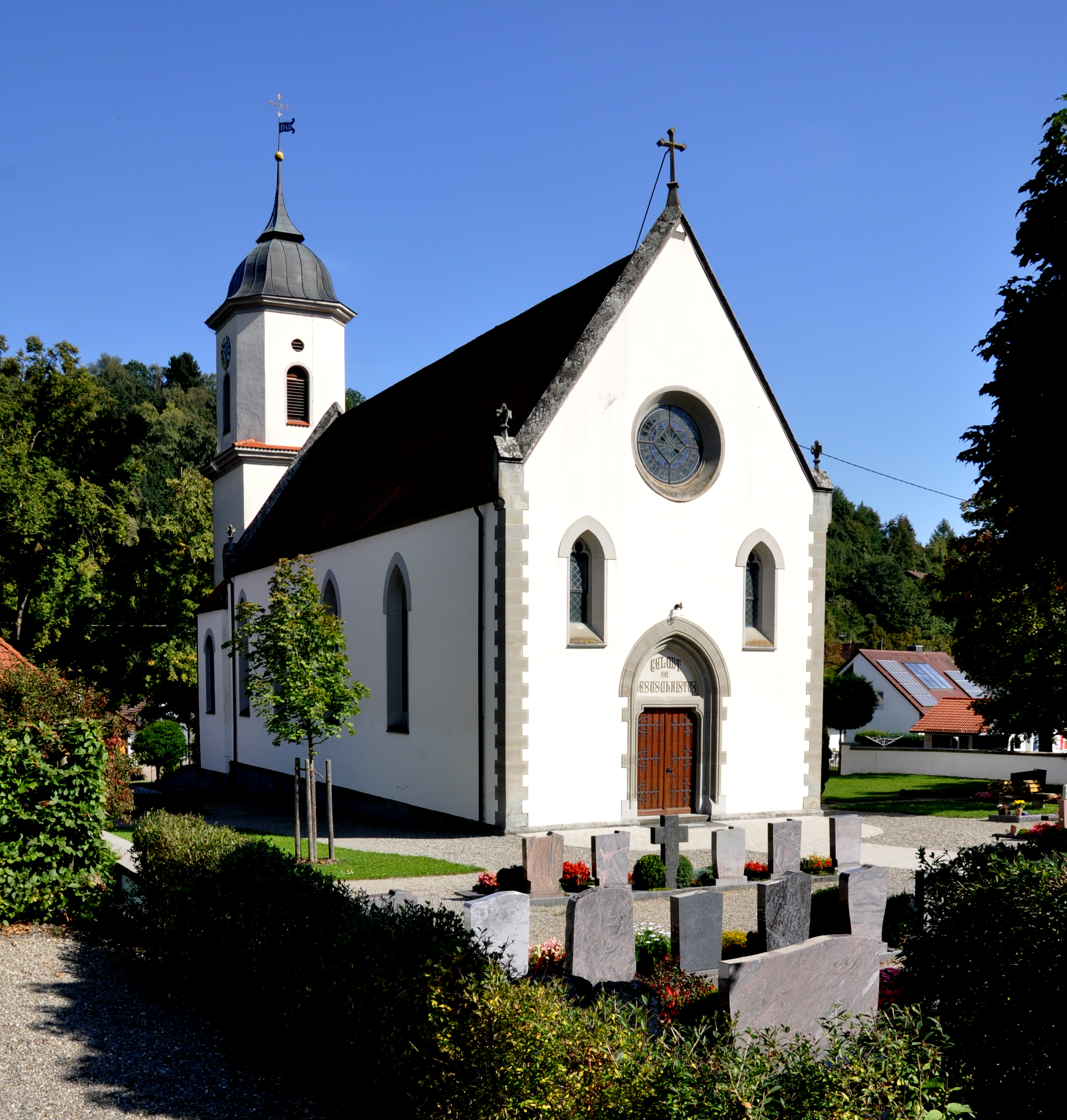
St. Blasius in Deggenhausen

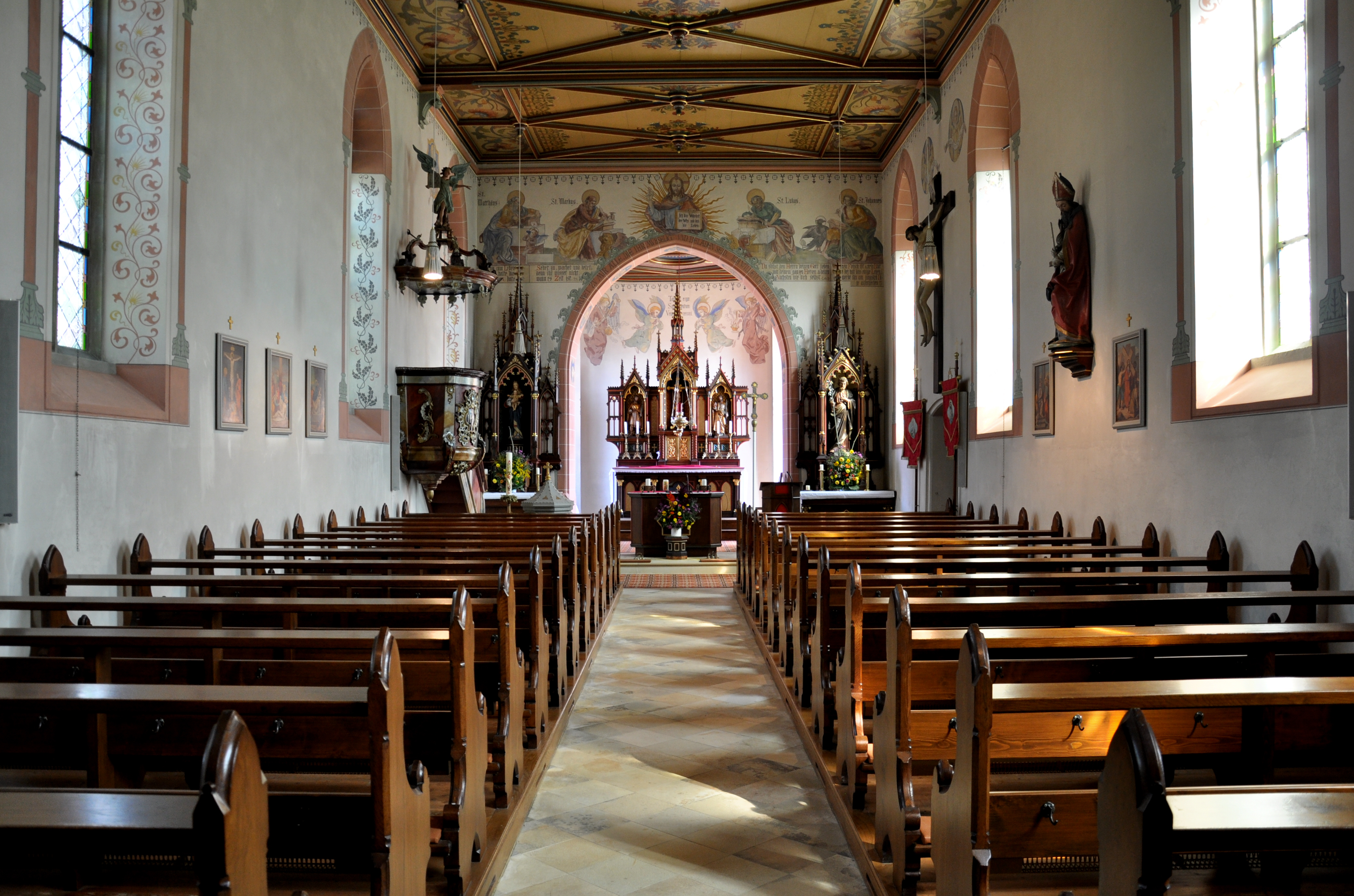
Innenansicht

Die römisch-katholische Pfarrkirche St. Blasius steht in Deggenhausen, einem Gemeindeteil von Deggenhausertal im Bodenseekreis in Baden-Württemberg. Die Kirchengemeinde gehört zum Dekanat Linzgau im Erzbistum Freiburg. Die Kirche ist als Denkmal beim Landesamt für Denkmalpflege Baden-Württemberg eingetragen.

## Beschreibung
Die 1883 anstelle des abgebrochenen Vorgängerbaus errichtete Saalkirche besteht aus einem Langhaus, das mit einem Satteldach bedeckt ist, einem eingezogenen, halbrund geschlossenen Chor im Osten, an den der dreigeschossige Kirchturm angebaut ist. 
Der Innenraum ist mit einer Kassettendecke überspannt. Die Kirchenausstattung stammt aus der Bauzeit, die Kanzel wurde allerdings in der Mitte des 18. Jahrhunderts gebaut. Die Orgel wurde 1989 von Martin Gegenbauer in einen vorhandenen Prospekt eingebaut.